# James Patterson Lyke

Wappen von James Patterson Lyke

James Patterson Lyke OFM (* 18. Februar 1939 in Chicago, Illinois, USA; † 27. Dezember 1992) war Erzbischof von Atlanta.

## Leben
James Patterson Lyke trat der Ordensgemeinschaft der Franziskaner bei und empfing am 24. Juni 1966 das Sakrament der Priesterweihe.
Am 30. Juni 1979 ernannte ihn Papst Johannes Paul II. zum Titularbischof von Furnos Maior und bestellte ihn zum Weihbischof in Cleveland. Der Bischof von Cleveland, James Aloysius Hickey, spendete ihm am 1. August desselben Jahres die Bischofsweihe; Mitkonsekratoren waren der emeritierte Bischof von Cleveland, Clarence George Issenmann, und der Weihbischof in Newark, Joseph Abel Francis SVD. James Patterson Lyke wurde am 10. Juli 1990 zudem Apostolischer Administrator von Atlanta.
Am 30. April 1991 ernannte ihn Johannes Paul II. zum Erzbischof von Atlanta. Die Amtseinführung erfolgte am 24. Juni desselben Jahres.
James Patterson Lyke engagierte sich für zahlreiche soziale Projekte und die Christen im Heiligen Land. 1992 wurde er von Kardinal-Großmeister Giuseppe Kardinal Caprio zum Großoffizier des Päpstlichen Ritterordens vom Heiligen Grab zu Jerusalem ernannt und am 12. September 1992 in Naples in die Statthalterei USA Southeastern investiert.